# Manoel Ribas
Manoel Ribas är en kommun i Brasilien.   Den ligger i delstaten Paraná, i den södra delen av landet, 1 000 km söder om huvudstaden Brasília. Antalet invånare är 13 164.
Omgivningarna runt Manoel Ribas är en mosaik av jordbruksmark och naturlig växtlighet. Runt Manoel Ribas är det ganska glesbefolkat, med 24 invånare per kvadratkilometer.